# Kärralund

Kärralund är ett primärområde i stadsområde Centrum i Göteborgs kommun, beläget i stadsdelen Torp i Göteborg. Kärralund inordnas under Örgryte distrikt och tillhörde historiskt Örgryte socken. Kärralund ligger nära rekreationsområdet Delsjön.

## Historik

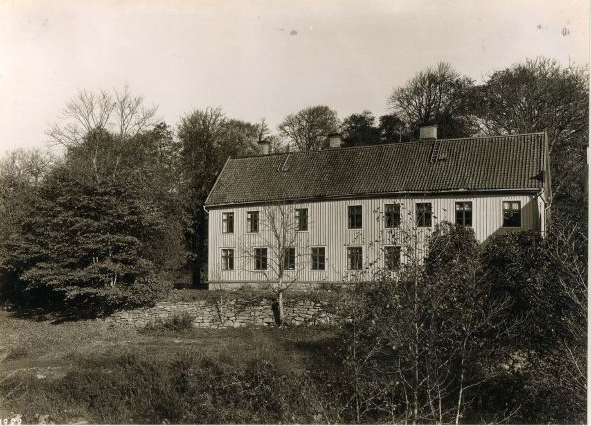
Kärralunds herrgård, år 1920

Områdets namn kommer från gården Kärralund, en stor lantegendom som byggdes som frälsehemman redan på 1500-talet, då under namnet Kärra. Gården övertogs vid 1700-talets början av familjen Carlberg och stadsingenjör Bengt Wilhelm Carlberg bodde här själv fram till 1772 då han flyttade till den intilliggande gården Lilla Torp. Kärralunds gård ingick i det vidsträckta Örgryte socken som inkorporerades i Göteborg först 1922. Vid inkorporeringen delades markerna upp i delområden som fick namn efter de historiska gårdarna i socknen, som idag utgör delar av Örgryte. I dagens Kärralund hittar vi därför områdena Bö och Torp som minner om två av gårdarna som legat här.
Till Kärralunds gård hörde stora markområden med flera underliggande torp. Vid sekelskiftet 1900 började ägorna runt gården styckas av till olika intressenter. På ett av de avstyckade markområdena anlades Kärralunds villastad av Fastighets AB Kärralund. Vid Hagelyckegatan, Skillnadsgatan och Welandergatan hittar man flera trävillor uppförda under perioden 1900–1925 i utpräglat nationalromantisk stil.

## Nyckeltal

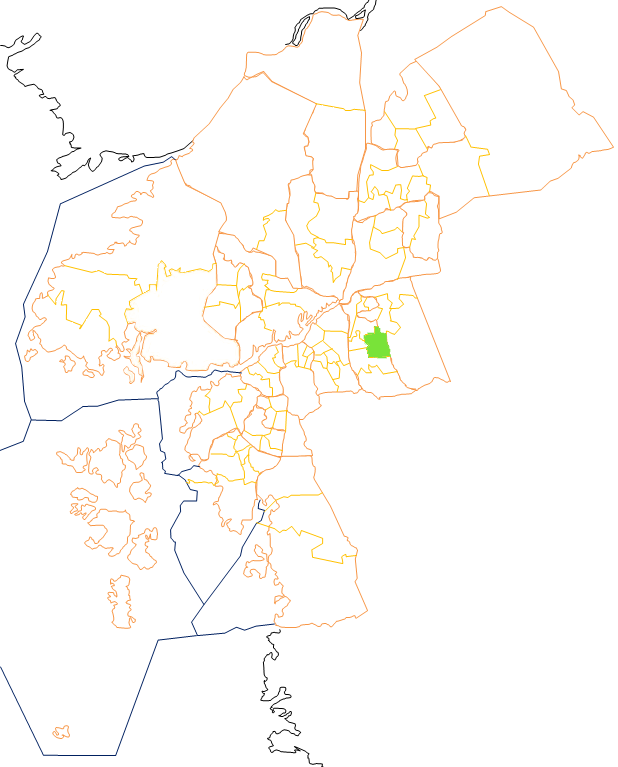
Kärralund

Nyckeltalen redovisar statistik som beskriver Göteborg och dess 96 delområden, primärområden, per den 31 december och kan användas för att jämföra de olika områdena. Nedan redovisas uppgifter för primärområdet och jämförelse görs mot uppgifterna för hela kommunen.
|                                                           | Kärralund  | Hela Göteborg |
| --------------------------------------------------------- | ---------- | ------------- |
| Folkmängd                                                 | 3 341      | 587 549       |
| Befolkningsförändring 2020–2021                           | -39        | +4 493        |
| Andel födda i utlandet                                    | 10,8 %     | 28,3 %        |
| Andel utrikes födda eller med två utrikes födda föräldrar | 14,5 %     | 38,1 %        |
| Medelinkomst                                              | 423 300 kr | 332 400 kr    |
| Arbetslöshet                                              | 2,7 %      | 6,6 %         |
| Antal ersatta dagar från F-kassan per person (16-64 år)   | 11,2       | 19,5          |
| Andel med eftergymnasial utbildning (minst 3 år)          | 55,8 %     | 37,9 %        |
| Andel bostäder byggda 1941–1950                           | 59,8 %     |               |
| Andel bostäder i allmännyttan                             | 11,4 %     | 25,9 %        |
| Antal färdigställda bostäder 2021                         | 0          |               |
| Andel bostäder i småhus                                   | 7,2 %      | 18,3 %        |

## Stadsområdes- och stadsdelsnämndstillhörighet
Primärområdet tillhörde fram till årsskiftet 2020/2021 stadsdelsnämndsområdet Örgryte-Härlanda och ingår sedan den 1 januari 2021 i stadsområde Centrum.